# Jarosław Musiał
Jarosław Musiał (ur. 17 maja 1962, zm. 21 października 2021) – polski rysownik, ilustrator książek, gier fabularnych i komiksów.
Był wieloletnim współpracownikiem czasopism „Magia i Miecz”, „Fenix” i „Nowa Fantastyka”. Pracę ilustratora zaczął w „Fantastyce” pod koniec lat osiemdziesiątych, kontynuował ją po zmianie nazwy pisma na „Nową Fantastykę”. Pracował także w „Fenixie”, oraz był naczelnym grafikiem w piśmie „Magia i Miecz”.
Ilustrował  m.in. powieści Feliksa W. Kresa z cyklu Księga Całości, pierwsze publikacje o Ksinie Konrada T. Lewandowskiego oraz książki Marka S. Huberatha, Jacka Piekary, Adama Przechrzty, Jacka Komudy czy Artura Szrejtera. Tworzył także ilustracje do gier fabularnych, wydawanych przez Wydawnictwo Mag: Kryształy Czasu, Oko Yrrhedesa, Wiedźmin: Gra wyobraźni i Dzikie Pola.
Stworzył komiksy: Naród wybrany do scenariusza Macieja Parowskiego i Głowa Kasandry na podstawie opowiadania pod tym samym tytułem autorstwa Marka Baranieckiego. Pracował także nad dwoma albumami do scenariuszy Konrada T. Lewandowskiego, które ukazały się ostatecznie pod tytułem "Czciciele Żelaza. Drugie Średniowiecze" w latach 2022-2023 w "Magazynie Relax" (numery 39-42).

## Wystawy
- Koniec latających talerzy – wystawa zbiorcza rysowników Nowej Fantastyki, Muzeum Karykatury im. Eryka Lipińskiego, Warszawa, 1996[11]

## Nagrody
- Nagroda czytelników Nowej Fantastyki za rok 2014, pierwsze miejsce w kategorii Rysownik[12]